# عين المجيبل (غيزانية)
عين المجيبل (بالفارسية: عین‌الموجیبل) هي قرية وتقع في إيران في قسم غيزانية الريفي. يقدر عدد سكانها بـ 27 نسمة .